# Pueri et Puellae Cantores Plocenses

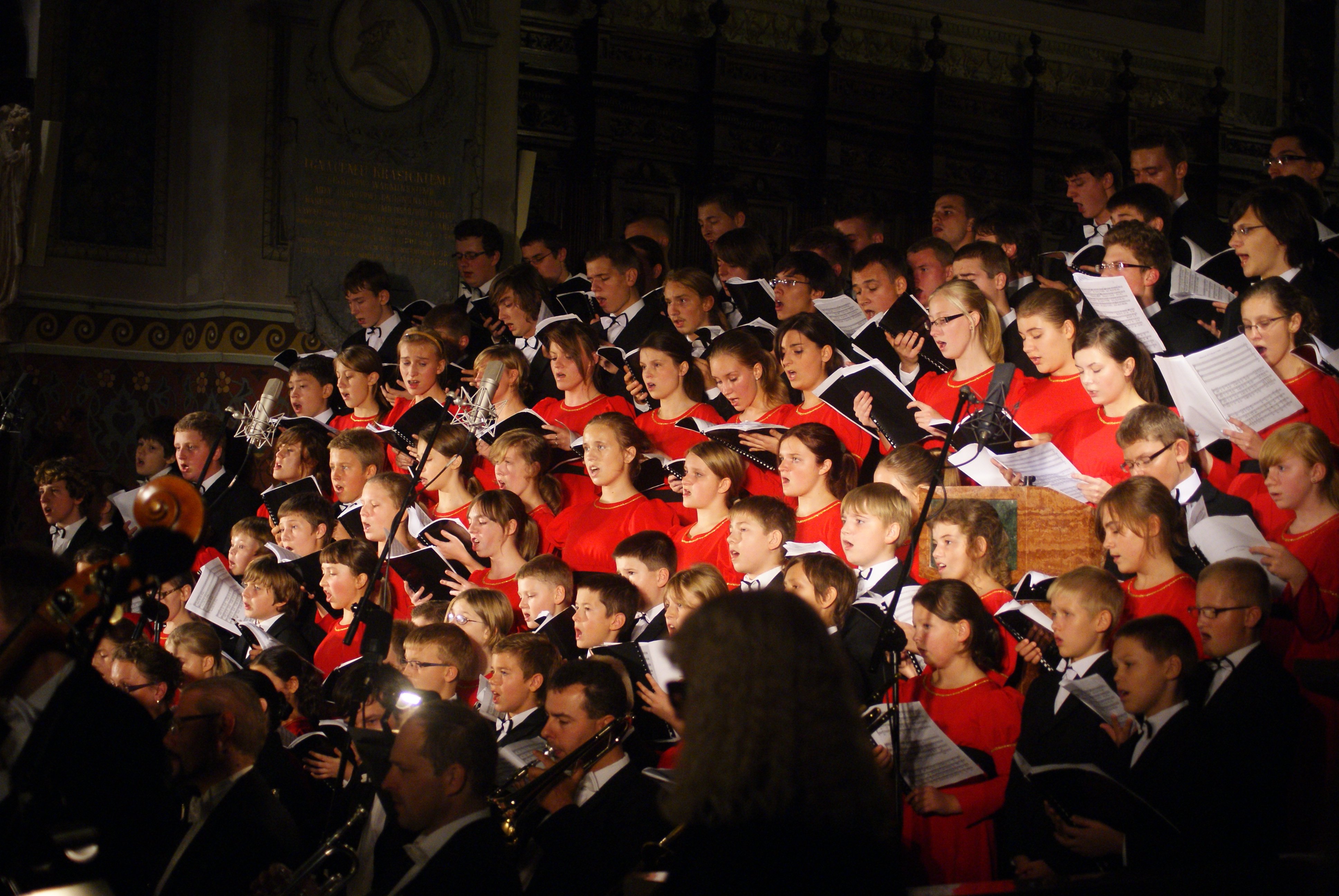
Pueri et Puellae Cantores Plocenses podczas występu w Płocku

Pueri et Puellae Cantores Plocenses – chór mieszany założony przez Annę i Wiktora Bramskich w 1998 roku w Płocku. Od 2011 roku chór działa jako samodzielna instytucja kultury z siedzibą w NovymKinie „Przedwiośnie” przy ul. Tumskiej 5a.

## Założyciele i powstanie chóru
Chór został założony w 1998 roku przez małżeństwo polskiego pochodzenia – Annę i Wiktora Bramskich, którzy przybyli do Płocka z Rygi w 1995 roku. Wiktor Bramski od młodości związany był z muzyką (jest absolwentem Akademii Muzycznej w Rydze w klasie puzonu i organów). W Płocku otrzymał propozycję pracy jako organista w bazylice katedralnej. Jego marzeniem od zawsze było stworzenie chóru chłopięcego. Po przyjęciu propozycji pracy jako organista w płockiej katedrze był zdziwiony, że w Płocku nie istnieje chór katedralny. Dlatego w 1998 roku wraz z małżonką, pasjonatką muzyki (z wykształcenia filolog języka rosyjskiego), postanowili dokonać pierwszego naboru do chóru, który w założeniu miał być katedralnym chórem chłopięcym. Wysiłek ten uzyskał aprobatę władzy duchowej diecezji płockiej i chór zaczął sprawować pieczę nad oprawą muzyczną liturgii w bazylice katedralnej w Płocku. Za swoją działalność z chórem Anna i Wiktor Bramscy zostali uhonorowani tytułem Płocczan Roku 2000. W 2005 roku małżeństwo zdecydowało się poszerzyć swoją działalność o prowadzenie sekcji chóru dziewczęcego w wyniku czego uległa zmiana nazwy chóru z Pueri Cantores Plocenses na Pueri et Puellae Cantores Plocenses. Obecnie chór jest chórem mieszanym.

## Sukcesy
Oprócz oprawy liturgicznej mszy, chór zaczął brać udział w licznych festiwalach i konkursach tak w Polsce jak i poza granicami kraju. Największą sławę przyniosło sekcji chłopięcej chóru 1 miejsce na Ogólnopolskim Konkursie Chórów a capella Dzieci i Młodzieży w Bydgoszczy (2002), a także Złoty Kamerton i nagroda Ministra Kultury (2002) zdobyte podczas tegoż konkursu. Poza tym chór zajął dwukrotnie 1. miejsce w konkursie Cantino Lodzensis (2000, 2002) oraz 3. miejsce (2006), a także 1. miejsce w konkursie Akademii Muzycznej w Warszawie (2003). Wielkim osiągnięciem chóru było także uczestnictwo w XXVI Międzynarodowego Festiwalu „Hajnowskie Dni Muzyki Cerkiewnej 2007”, gdzie płocczanie przedstawili utwory muzyki prawosławnej, zdobywając 2. Miejsce w kategorii chórów młodzieżowych. Chór święcił także sukcesy poza granicami Polski. W 2004 roku zdobył złoty medal i dwa medale srebrne na Międzynarodowym Festiwalu Festa Musicale w czeskim Ołomuńcu, a także 2. miejsce w konkursie podczas X Moskiewskiego Międzynarodowego Festiwalu Chóralnego Dzieci i Młodzieży „MOSCOW SOUNDS”.

## Koncerty
Chór każdego roku daje kilkanaście koncertów w Polsce oraz za granicą. Do repertuaru chóru należą dzieła niemal wszystkich epok – od średniowiecznego chorału gregoriańskiego po kompozycje współczesne. Chór koncertował w Watykanie (2000), na Ukrainie (2001), we Francji (2002), w Szwajcarii (2002), Holandii (2003), Belgii (2003), na Litwie (2003, 2011), w Czechach (2004), na Słowacji (2002 i 2003), na Łotwie (2003-2011), w Niemczech (2000, 2003, 2004), Hiszpanii (2006), Anglii (2007 i 2009), Rosji (2008, 2010, 2011, 2012), we Włoszech (2010) oraz w Brazylii (2017).
Pueri et Puellae Cantores Plocenses wystąpiło m.in.: na placu św. Piotra w Watykanie, w Akademii Muzycznej im. Fryderyka Chopina w Warszawie, w sanktuarium Matki Bożej Miłosierdzia w Ostrej Bramie w Wilnie, w Teatrze Dramatycznym im. Jerzego Szaniawskiego w Płocku, w Teatrze Narodowym w Warszawie, w Filharmonii Pomorskiej w Bydgoszczy, w kościele św. Krzyża w Warszawie, w katedrze ryskiej, w sanktuarium Matki Bożej w Lourdes, w katedrze w Kolonii, w soborze Świętej Trójcy w Hajnówce, w Międzynarodowym Domu Muzyki (w Sali Swietłanowa) w Moskwie, w Filharmonii Moskiewskiej i w warszawskim Teatrze Kwadrat.

## Współpraca
Pueri et Puellae Cantores Plocenses współpracuje z wieloma instytucjami kultury (w tym instytucjami muzycznymi), chórami oraz specjalistami kształcenia muzycznego m.in. z Filharmonią Narodową, Teatrem Wielkim Operą Narodową, Sinfonią Varsovia, Akademią Muzyczną im. Fryderyka Chopina w Warszawie oraz z Płocką Orkiestra Symfoniczna.
W dziedzinie kształcenia emisji głosu chór wspiera prof. Grażyna Flicińska-Panfil z Akademii Muzycznej im. Ignacego Paderewskiego w Poznaniu, natomiast kompozytorem wielu aranżacji dla chóru i producentem płyt jest Krzysztof Kralka.